# Abel Hernández
Abel Mathías Hernández Platero, noto semplicemente come Abel Hernández (Pando, 8 agosto 1990), è un calciatore uruguaiano, attaccante del Liverpool (M).
Con la nazionale uruguaiana ha vinto la Coppa America 2011.

## Caratteristiche tecniche
È una seconda punta. Sinistro di piede, è molto veloce. È dotato di uno scatto esplosivo, gran senso del gol con un buon colpo di testa si ispira all'attaccante brasiliano Ronaldo nel suo modo di giocare. Rende meglio se è supportato da una prima punta.

## Carriera

### Club

#### Inizi
Figlio d'arte (suo padre giocava nei Canelones Wanderers),, di famiglia poverissima, muove i primi passi da calciatore nella sua città natale, Pando, con la maglia dell'Atlanta, prima di essere notato e ingaggiato dal Peñarol di cui entra a far parte delle formazioni. A 11 anni lascia la squadra poiché, nonostante giocasse spesso, non veniva mai utilizzato nei derby contro il Nacional, venendo ingaggiato dal Central Español su volere dell'allora tecnico Gustavo Diaz, con cui brucia le tappe nelle giovanili e viene aggregato in prima squadra su segnalazione sempre di Diaz, dove nelle prime partite segna parecchi gol mettendosi subito in luce. Il debutto arriva nella partita contro il Miramar Misiones, in cui entra in campo al 60' nella sconfitta della sua squadra per 2-0. Il soprannome Joya, invece, gli è stato assegnato dal suo secondo allenatore al Rosario Central, Adan Machado.
Nel novembre del 2006 viene notato dall'ex calciatore Mario Barilko, che lo avvicina al procuratore italiano Vincenzo D'Ippolito, il quale, nel marzo del 2008, lo porta al Genoa per un periodo, ma a fine mercato estivo non viene tesserato a causa dello status di extracomunitario e in seguito, non superando le visite mediche, il contratto triennale col Genoa viene cancellato.
Il 31 luglio 2008 viene nuovamente ingaggiato dal Peñarol. A ottobre dello stesso anno gli viene diagnosticata un'aritmia ventricolare, ma la cosa era di poco conto e lo staff medico della società uruguaiana gli dà il benestare per giocare 32 giorni dopo.

#### Palermo

##### 2009-2011
Il 2 febbraio 2009 viene acquistato il 50% del cartellino a titolo definitivo dalla società italiana del Palermo per una cifra tra i 3,7 milioni e i 3,8 milioni di euro, con la possibilità di acquisire l'altro 50% del giocatore, che ha firmato un contratto fino al 2013 a 350.000 euro a stagione. Il 23 febbraio è stato sottoposto a studio elettrofisiologico per provare la sua idoneità all'attività fisica. Sulla rivendita, il precedente club può ottenere fino un massimo di 6 milioni di euro.
Ha esordito sia in Serie A che con la maglia rosanero il 15 marzo entrando all'84' di Palermo-Lecce (5-2), subentrando al connazionale Edinson Cavani. In seguito, viene fatto giocare con la formazione Primavera nella vittoriosa partita del campionato di categoria contro la Salernitana (3-1), ben figurando con una rete realizzata (la sua prima in maglia rosanero quindi) e un palo colpito. Termina la sua prima stagione in rosanero con 6 presenze (mai da titolare) e nessuna rete in prima squadra. Il suo impiego con la massima formazione giovanile è giustificato dal fatto che il tecnico Davide Ballardini gli concedeva poco spazio mentre il Presidente Maurizio Zamparini voleva conoscere il valore dell'investimento sostenuto; in quest'ottica l'allenatore della Primavera Rosario Pergolizzi ha contribuito alla sua maturità calcistica.
La sua stagione prosegue con l'impegno nel Campionato Primavera, nel quale segna una doppietta alla Juventus nel quarto di finale concluso 3-1 per i rosanero
allo stadio Costa di Vigalzano di Pergine Valsugana; in semifinale è l'autore dell'assist a Conti per il gol-vittoria del Palermo sul Chievo (1-0); in finale, infine, segna all'89' il gol vittoria contro il Siena, allo Stadio Briamasco di Trento, regalando al Palermo il primo titolo nazionale e vincendo il premio come miglior giocatore delle fasi finali.
Indisponibile per l'inizio della stagione successiva a causa di un infortunio prima e dell'impegno al Mondiale Under-20 svoltosi in Egitto poi, gioca la sua prima partita in maglia rosa il 24 ottobre 2009 con la formazione Primavera nella partita di campionato contro il Bari (3-0), nel quale è grande protagonista con una rete e due assist.
L'esordio stagionale in prima squadra avviene una settimana dopo, ovvero il 29 ottobre nella trasferta persa contro l'Inter (5-3), nella quale segna pure il suo primo gol sia in Serie A che con la maglia rosanero.
Nel mese di dicembre, trovando poco posto fra i titolari, stava pensando di lasciare la squadra, ma l'allenatore Delio Rossi l'ha convinto a restare. Quindi il 24 gennaio 2010, alla sua prima partita da titolare (al 52' ha poi lasciato il posto al compagno di reparto Igor Budan), ha segnato la sua prima doppietta in Serie A nella partita vinta per 3-0 contro la Fiorentina, incontro in cui risulta uno dei migliori in campo.
Chiude quindi la stagione con 21 presenze e 7 reti in campionato e una presenza in Coppa Italia, nell'ottavo di finale perso per 2-0 contro la Lazio.
Nell'andata degli spareggi di Europa League contro gli sloveni del Maribor (vittoria per 3-0) segna un gol. Per lui si è trattato dell'esordio in una competizione internazionale per club. Nella partita di ritorno della suddetta competizione realizza una doppietta (la prima in ambito internazionale) conducendo la sua squadra alla fase a gironi dell'Europa League: la prima rete con un colpo di tacco, la seconda con un sinistro al volo dopo una triangolazione con Pajtim Kasami. Con 4 gol in altrettante partite in Europa League, ha stabilito il record di maggiori gol segnati a livello internazionale in un'annata da un giocatore del Palermo, raggiungendo Franco Brienza in testa alla classifica; Brienza raggiunse le 4 reti dal 2005 al 2007.

##### 2011-2014
Dopo quest'inizio positivo, il 31 ottobre 2010, in Palermo-Lazio (0-1) ha subito un infortunio al bicipite femorale (fra l'altro una ricaduta) dopo aver eseguito uno scatto che lo ha tenuto fuori dal campo - considerando un'altra ricaduta del 3 gennaio 2011 - fino al 6 febbraio, giorno di Lecce-Palermo (2-4) in cui - subentrando a Fabrizio Miccoli dopo l'intervallo - è andato in rete al 60' per il gol del momentaneo 2-3 che è valso anche la sua prima realizzazione nel campionato 2010-2011 dopo 142 giorni di digiuno.
Il 16 aprile 2011, a distanza di circa un anno e mezzo dalla volta precedente, i suoi gol tornano a essere decisivi in una partita di campionato: segna, infatti, una doppietta (entrambi i gol su assist di Mauricio Pinilla) che porta la squadra a battere la Roma in trasferta per 3-2. Chiude la stagione con 29 presenze ed 8 reti, suddivise fra campionato, Coppa Italia ed Europa League; in particolare, una di queste è stata segnata nella semifinale di andata di Coppa Italia contro il Milan (competizione poi persa in finale per 3-1 contro l'Inter), con un sinistro potente e preciso sotto il sette che ha permesso alla sua squadra di portarsi momentaneamente in vantaggio (la sua è la rete del 2-1) nella partita poi finita 2-2.
Arrivato nel ritiro estivo in ritardo rispetto ai compagni per usufruire di giorni di riposo in seguito alla vittoriosa Copa América, e dunque senza aver avuto la possibilità di disputare le due partite del terzo turno preliminare di Europa League contro gli svizzeri del Thun, nella stagione 2011-2012 è titolare, segnando all'esordio contro l'Inter (vittoria per 4-3) il gol del momentaneo 2-2, quindi ripetendosi contro Siena e Lecce (entrambe le partite vinte per 2-0) prima di infortunarsi il 5 novembre nella partita casalinga contro il Bologna, vinta per 3-1 e valida per l'11ª giornata di campionato: uscito al 20' accusando una distrazione muscolare bifocale di primo grado del semitendinoso della coscia sinistra, ritorna in campo l'11 febbraio 2012, novantotto giorni dopo, in occasione della trasferta della 23ª giornata persa contro il Cagliari, in cui realizza su calcio di rigore la rete del definitivo 2-1. Nella partita della 30ª giornata giocata il 1º aprile e vinta per 3-1 in trasferta contro il Bologna, Hernández ha vestito la fascia di capitano rosanero per la prima volta, vista l'espulsione di Andrea Mantovani che ha fatto seguito alla sostituzione di Giulio Migliaccio e visti l'infortunio di Federico Balzaretti e l'assenza di Fabrizio Miccoli. Il 15 aprile 2012 ha prolungato il contratto fino al 30 giugno 2016. Chiude la stagione con 20 presenze e 6 reti, l'ultima al Parma alla 33ª giornata.
Nella stagione 2012-2013 è sempre presente nelle prime otto gare della squadra, una di Coppa Italia e 7 di campionato, da titolare o da subentrato, sia sotto la gestione di Giuseppe Sannino sia sotto quella di Gian Piero Gasperini. Il 9 ottobre si infortuna in Nazionale, procurandosi la rottura del legamento crociato anteriore del ginocchio destro: resta fuori dai campi per più di sei mesi, tornando ad allenarsi dal 4 aprile 2013 nuovamente sotto la gestione Sannino e rientrando in una partita ufficiale dieci giorni dopo in Palermo-Bologna (1-1) della 32ª giornata, entrando in campo all'82' al posto di Egidio Arévalo. Torna al gol – l'unico stagionale – nella partita della 36ª giornata persa in casa contro l'Udinese per 3-2, a più di un anno di distanza dall'ultima realizzazione. La stagione si conclude con la retrocessione dei rosanero, sancita il 12 maggio 2013 dalla sconfitta esterna per 1-0 contro la Fiorentina della 37ª giornata; le ultime due partite le gioca da titolare, chiudendo quindi l'annata con 14 presenze in campionato e una in Coppa Italia.
Dopo aver giocato le prime due partite stagionali valevoli per i primi turni di Coppa Italia, salta per scelta del tecnico Gennaro Gattuso la prima gara di campionato pareggiata per 1-1 contro il Modena, per poi giocare da titolare il successivo incontro perso per 2-1 contro l'Empoli, il cui realizza il gol del momentaneo pareggio; in questa gara veste per la seconda volta la fascia di capitano del Palermo, viste le assenze di Édgar Barreto ed Ezequiel Muñoz per infortunio e dell'iniziale panchina di Eros Pisano. Segnando anche nelle successiva due partite – 3-0 in trasferta contro il Padova (in cui ha realizzato una doppietta) e 2-1 casalingo contro il Cesena – è andato per la prima volta in rete per tre incontri consecutivi. In Palermo-Juve Stabia (3-0) della settima giornata di campionato ha raggiunto la centesima partita in maglia rosanero, così suddivise: 89 nei campionati, 7 nella coppa nazionale e 4 in ambito internazionale. Il 24 novembre, nella partita Palermo-Latina (1-2), segna il gol del vantaggio che gli fa ottenere il record personale di marcature in una singola stagione, 9, eguagliando la prestazione della stagione 2007-2008 al Central Español. Il record assoluto è fatto registrare nella partita della diciottesima giornata Palermo-Cittadella disputata il 14 dicembre con la marcatura che fissa il risultato sul 3-1; realizzando il 10º gol stagionale riceve anche un bonus di 25.000 euro come stabilito a inizio stagione.
Nella partita contro il Bari (2-1) della 27ª giornata disputata il 1º marzo 2014 si procura la frattura della sesta costola dopo uno scontro di gioco con Stefano Sabelli: la prognosi è stata di ventuno giorni, e quindi è tornato in campo in Palermo-Siena (1-1) della 31ª giornata disputata il 25 marzo, partita nella quale, in uno scontro di gioco, ha riportato la frattura del terzo metacarpo della mano destra che ha necessitato di un'operazione eseguita il 29 marzo seguente e perfettamente riuscita. È tornato ad allenarsi con il resto della squadra a partire dal 13 aprile per poi tornare in campo il 26 aprile nella partita Latina-Palermo (1-3). Il 3 maggio 2014, dopo la vittoria contro il Novara per 1-0 in trasferta, ottiene la promozione in Serie A – con annessa vittoria del campionato – con cinque giornate d'anticipo. Il 15 maggio lascia l'Italia per raggiungere l'Uruguay, non solamente per rispondere alla convocazione in vista dei Mondiali ma anche per motivi familiari. Chiude pertanto la stagione con 28 presenze in campionato e 2 in Coppa Italia, e con 14 gol in Serie B è il capocannoniere della squadra. Non convocato per la prima giornata del campionato di Serie A, lascia la squadra rosanero dopo sei anni e mezzo in cui ha giocato 111 partite di campionato con 31 gol, 7 partite di Coppa Italia con un gol e 4 partite internazionali con 4 gol all'attivo.

#### Hull City

##### 2014-2016

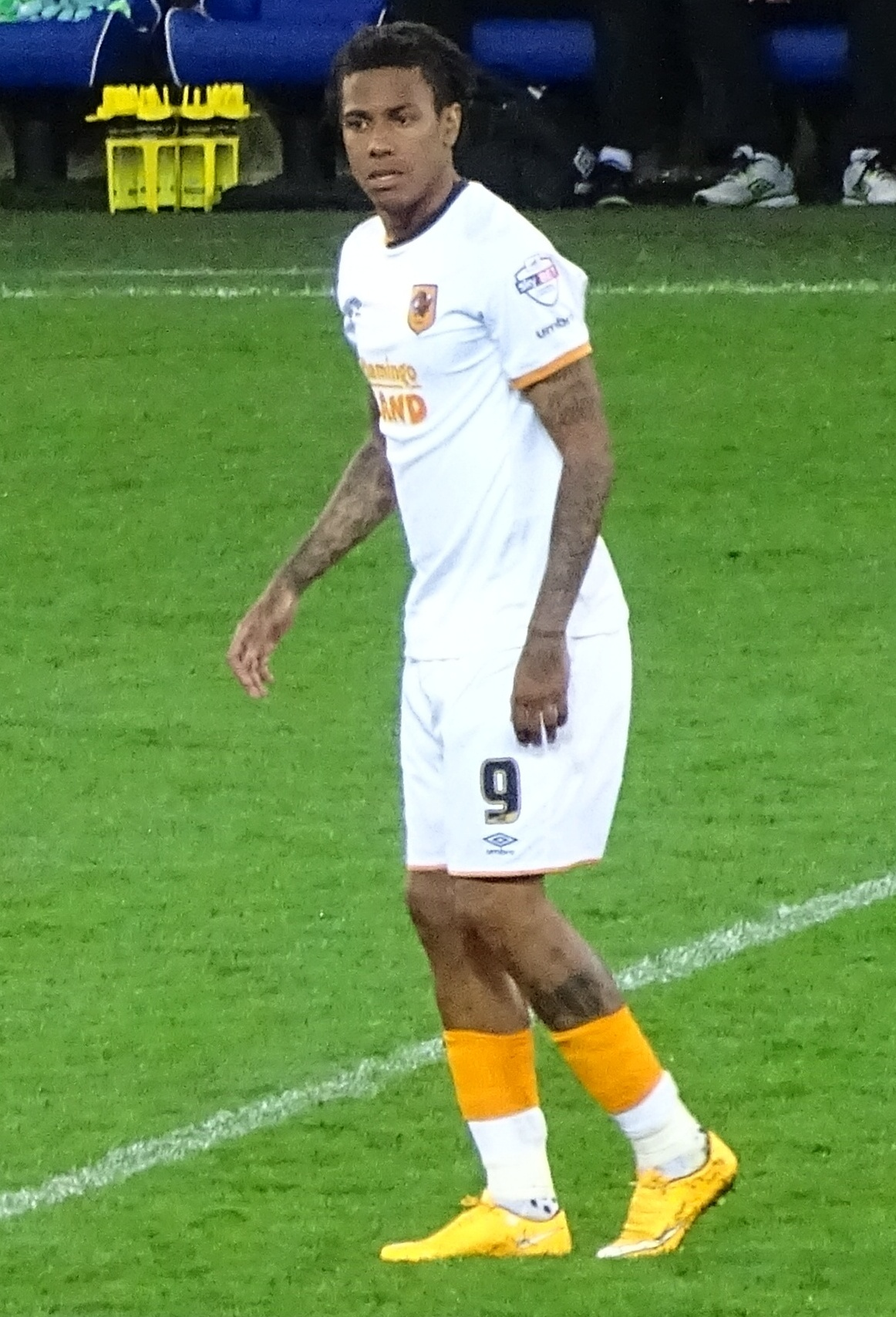
Hernández con la maglia dell' nel 2015.

Il 1º settembre 2014 viene acquistato dall'Hull City per € 12 milioni, firmando un contratto di tre anni con opzione per il quarto. Il giocatore diviene così l'acquisto più costoso nella storia del club inglese. Il 16 settembre seguente, all'esordio con la nuova maglia, realizza il suo primo gol con i Tigers, nel pareggio per 2-2 contro il West Ham Utd. Ripete l'exploit nelle due partite successive contro Manchester City e Arsenal, concluse rispettivamente con una sconfitta ed un pareggio. Il 24 luglio 2014, nella gara di campionato pareggiata contro il Manchester Utd, che sancisce la relegazione della squadra in Championship, si rende protagonista di uno spiacevole intervento che lo vede dare un pugno all'avversario Phil Jones, non visto dagli ufficiali di gara. Due giorni dopo però viene condannato per condotta violenta dalla Federalcalcio inglese, che gli commina tre giornate di squalifica. Conclude la prima stagione in Inghilterra totalizzando 27 presenze e 4 reti.
La seconda stagione con i Tigers, inizia ufficialmente per lui il 19 agosto 2015, debuttando in Championship contro il Fulham, dopo aver scontato le giornate di squalifica comminategli. Mette a segno la prima rete nella cadetteria inglese già alla seconda presenza, siglando il gol del momentaneo pareggio nella sconfitta finale maturata contro il Charlton, dell'ex compagno di repertorio al Palermo Simon Makienok.
Il 16 gennaio 2016, realizza la prima tripletta in carriera, nell'ampia vittoria per 6-0 contro il Charlton. Grazie ad altri tre gol nelle successive tre partite, che lo portano a 6 gol in quattro presenze viene premiato come giocatore del mese di Gennaio.
Conclude la stagione ad alti livelli, contribuendo alla promozione della squadra in Premier League con 20 gol in 39 presenze e venendo premiato giocatore dell'anno.

##### 2017-2018
La quarta stagione in Inghilterra, la seconda in Premier League, si rivela assieme alla prima la meno prolifica per Abel con solo 4 reti in campionato e una in FA Cup, competizione quest'ultima in cui si distingue per un evento negativo, nel gennaio 2017 nella gara persa contro il Fulham nella quale nel giro di due minuti sbaglia due calci di rigore entrambi parati dal portiere Marcus Bettinelli.
La stagione 2017-2018, la quarta per Abel, inizia nel peggiore dei modi per il calciatore, con la rottura del tendine di Achille che lo costringe a stare fuori per diversi mesi. Ritorna a giocare il 6 marzo 2018 contro il Millwall, segando l'unico gol dei Tigers nel 2-1 finale.

#### CSKA Mosca
Durante la sessione mercato estivo 2018 viene acquistato dal CSKA Mosca, firmando un contratto triennale da 1,8 milioni di euro a stagione. Fa il suo esordio con il nuovo club, il 5 agosto 2018, nella gara persa di misura contro il Rostov. Sigla la prima rete pochi giorni dopo nella gara pareggiata contro l'Enisej. Il 12 dicembre 2018 debutta nella massima competizione calcistica europea nella gara vinta per 3-0 contro il Real Madrid.
Il 27 maggio 2019, rescinde consensualmente il contratto che lo legava al club, terminando la stagione (a causa di diversi infortuni) con solo 15 presenze.

#### Al-Ahly
Il 28 luglio 2019 si trasferisce a titolo gratuito alla squadra qatariota dell'Al-Ahly.

#### Internacional
Il 29 agosto 2020 a distanza di 11 anni, torna a disputare un campionato sudamericano venendo acquistato dal club brasiliano dell'Internacional, con il quale sottoscrive un contratto annuale.

### Nazionale
Grazie alla stima del tecnico Diego Aguirre, arriva nella Uruguay a 17 anni. Con la selezione Under-20 dell'Uruguay prende parte al Campionato sudamericano Under-20 2009 disputatosi in Venezuela dopo esser stato il capocannoniere delle qualificazioni. Il torneo viene concluso dalla sua squadra al terzo posto, ed Hernández realizza una doppietta contro i pari età del Brasile, che consente alla sua nazionale di vincere 3-2 e di accedere alla fase successiva, fase nella quale ritrova il Brasile a cui segnerà un altro gol ininfluente ai fini della sconfitta per 2-3. Segnerà anche nelle due successive partite del girone della seconda fase contro Argentina e Paraguay.
L'11 settembre 2009 viene convocato dal CT della Nazionale Under-20 Aguirre per i Mondiali Under-20 in Egitto con inizio il 24 settembre. Per le prime due partite inizia dalla panchina ed entra in corsa, mentre nella terza e ultima partita del girone gioca titolare e mette a segno la rete del definitivo pareggio contro il Ghana (2-2) al 91'. Gioca titolare anche nell'ottavo di finale contro il Brasile, nella quale la sua squadra perde per 3-1: in tutta la competizione è dunque sceso in campo 4 volte segnando una sola rete.
L'11 agosto 2010 esordisce con la Nazionale maggiore, per la partita amichevole dell'11 agosto contro l'Angola, subentrando al 71' a Sebastián Abreu e disputando un'ottima gara, nella quale si è procurato un calcio di rigore trasformato da Edinson Cavani all'84' ed ha segnato la sua prima rete al 90'. Torna in campo con l'Uruguay nel marzo 2011.
Il 28 giugno 2011 viene inserito nella lista dei 23 convocati per la Copa América, con la maglia numero 18. L'esordio nella manifestazione avviene nella prima giornata della fase a gironi, subentrando a Edinson Cavani al 78' di Uruguay-Perù (1-1); la sua seconda e ultima presenza è quella in semifinale, ancora contro il Perù (stavolta battuto 2-0), entrando al posto di Luis Suárez al 70'. Il 24 luglio vince la competizione grazie alla vittoria della sua squadra sul Paraguay (3-0); successivamente gli è stato dedicato un francobollo così come a tutti i protagonisti della vittoria.
L'11 giugno 2012 viene inserito dal CT Óscar Tabárez nella lista dei 32 calciatori pre-convocati per i giochi olimpici di Londra, venendo poi scelto per la rosa definitiva. Disputa solo la partita persa per 2-0 contro il Senegal, entrando al 46' al posto di Maximiliano Calzada, con l'Uruguay che non riesce a superare il girone.
Convocato per le partite di qualificazione ai Mondiali 2014 contro Argentina e Bolivia, durante un allenamento del 9 ottobre 2012 nel ritiro della Celeste si procura la rottura del legamento crociato anteriore del ginocchio destro. Ripresosi dall'infortunio, alla prima occasione utile, il giorno successivo alla conclusione del campionato italiano, torna fra i convocati di Tabarez: in particolare è un componente della lista dei pre-convocati per la FIFA Confederations Cup 2013, venendo successivamente incluso nella lista definitiva. In Confederations Cup gioca solamente la gara della terza giornata vinta per 8-0 su Tahiti segnando una quaterna, lui che non aveva mai segnato una tripletta in carriera, che gli fa determinare il record di gol segnati in una singola partita di questa manifestazione, a pari merito con Fernando Torres, Cuauhtémoc Blanco e Marzouq Al-Otaibi. La sua Nazionale chiude la manifestazione al quarto posto dopo aver perso la finalina contro l'Italia.
Il 12 maggio 2014 è stato inserito nella lista di 26 calciatori pre-convocati in vista dei Mondiali 2014. A seguito di ciò, il 27 maggio riceve un riconoscimento dall'Atlanta, società in cui ha mosso i primi passi. All'indomani dell'amichevole contro l'Irlanda del Nord vinta per 1-0, il 31 maggio è stato inserito nella lista definitiva dei 23 calciatori disponibili per il torneo. Nel torneo gioca due partite: la prima gara della prima fase persa per 3-1 contro la Costa Rica e l'ottavo di finale perso per 2-0 contro la Colombia.
Viene convocato per la Copa América Centenario negli Stati Uniti.

## Statistiche

### Presenze e reti nei club
Statistiche aggiornate al 14 giugno 2019.
| Stagione             | Squadra              | Campionato           | Campionato | Campionato | Coppe nazionali | Coppe nazionali | Coppe nazionali | Coppe continentali | Coppe continentali | Coppe continentali | Altre coppe | Altre coppe | Altre coppe | Totale | Totale |
| Stagione             | Squadra              | Comp                 | Pres       | Reti       | Comp            | Pres            | Reti            | Comp               | Pres               | Reti               | Comp        | Pres        | Reti        | Pres   | Reti   |
| -------------------- | -------------------- | -------------------- | ---------- | ---------- | --------------- | --------------- | --------------- | ------------------ | ------------------ | ------------------ | ----------- | ----------- | ----------- | ------ | ------ |
| 2007-2008            | Central Español      | PD                   | 30         | 9          | -               | -               | -               | -                  | -                  | -                  | -           | -           | -           | 30     | 9      |
| 2008-gen. 2009       | Peñarol              | PD                   | 8          | 3          | -               | -               | -               | CL                 | 0                  | 0                  | -           | -           | -           | 8      | 3      |
| gen.-giu. 2009       | Palermo              | A                    | 6          | 0          | -               | -               | -               | -                  | -                  | -                  | -           | -           | -           | 6      | 0      |
| 2009-2010            | Palermo              | A                    | 21         | 7          | CI              | 1               | 0               | -                  | -                  | -                  | -           | -           | -           | 22     | 7      |
| 2010-2011            | Palermo              | A                    | 22         | 3          | CI              | 3               | 1               | UEL                | 4                  | 4                  | -           | -           | -           | 29     | 8      |
| 2011-2012            | Palermo              | A                    | 20         | 6          | CI              | 0               | 0               | UEL                | 0                  | 0                  | -           | -           | -           | 20     | 6      |
| 2012-2013            | Palermo              | A                    | 14         | 1          | CI              | 1               | 0               | -                  | -                  | -                  | -           | -           | -           | 15     | 1      |
| 2013-2014            | Palermo              | B                    | 28         | 14         | CI              | 2               | 0               | -                  | -                  | -                  | -           | -           | -           | 30     | 14     |
| Totale Palermo       | Totale Palermo       | Totale Palermo       | 111        | 31         |                 | 7               | 1               |                    | 4                  | 4                  |             | -           | -           | 122    | 36     |
| 2014-2015            | Hull City            | PL                   | 25         | 4          | FACup+CdL       | 1+0             | 0               | UEL                | -                  | -                  | -           | -           | -           | 26     | 4      |
| 2015-2016            | Hull City            | FLC                  | 39+3       | 20+1       | FACup+CdL       | 0+3             | 1               | -                  | -                  | -                  | -           | -           | -           | 45     | 22     |
| 2016-2017            | Hull City            | PL                   | 24         | 4          | FACup+CdL       | 2+3             | 1+0             | -                  | -                  | -                  | -           | -           | -           | 29     | 5      |
| 2017-2018            | Hull City            | FLC                  | 10         | 8          | FACup + CdL     | 0+0             | 0               | -                  | -                  | -                  | -           | -           | -           | 10     | 8      |
| Totale Hull City     | Totale Hull City     | Totale Hull City     | 98+3       | 36+1       |                 | 9               | 2               |                    | -                  | -                  |             | -           | -           | 110    | 39     |
| 2018-2019            | CSKA Mosca           | PL                   | 14         | 3          | KR              | 0               | 0               | UCL                | 1                  | 0                  | -           | -           | -           | 15     | 3      |
| 2019-2020            | Al-Ahli              | QSL                  | 17         | 7          | QSC             | 5               | 6               | -                  | -                  | -                  | -           | -           | -           | 22     | 13     |
| 2020                 | Internacional        | A1/G+A               | 0+23       | 0+3        | CB              | 3               | 0               | CL                 | 3                  | 2                  | -           | -           | -           | 29     | 5      |
| mar.-apr.2021        | Internacional        | A1/G+A               | 2+0        | 1+0        | CB              | -               | -               | CL                 | 0                  | 0                  | -           | -           | -           | 2      | 1      |
| Totale Internacional | Totale Internacional | Totale Internacional | 23+2       | 3+1        |                 | 3               | 0               |                    | 3                  | 2                  |             | -           | -           | 31     | 6      |
| 2021                 | Fluminense           | A/RJ+A               | 5+23       | 3+3        | CB              | 4               | 2               | CL                 | 7                  | 1                  | -           | -           | -           | 39     | 9      |
| 2022                 | Atlético San Luis    | LMX+LMX              | 18+17      | 3+8        | CmX             | 0               | 0               | -                  | -                  | -                  | -           | -           | -           | 35     | 11     |
| 2023                 | Peñarol              | PD                   | 22         | 12         | CU              | 0               | 0               | CS                 | 4                  | 0                  | -           | -           | -           | 26     | 12     |
| Totale Penarol       | Totale Penarol       | Totale Penarol       | 30         | 15         |                 | 0               | 0               |                    | 4                  | 0                  |             | -           | -           | 34     | 15     |
| Totale carriera      | Totale carriera      | Totale carriera      | 391        | 123        |                 | 28              | 11              |                    | 19                 | 7                  |             | -           | -           | 438    | 141    |

### Cronologia presenze e reti in nazionale
| Cronologia completa delle presenze e delle reti in nazionale ― Uruguay | Cronologia completa delle presenze e delle reti in nazionale ― Uruguay | Cronologia completa delle presenze e delle reti in nazionale ― Uruguay | Cronologia completa delle presenze e delle reti in nazionale ― Uruguay | Cronologia completa delle presenze e delle reti in nazionale ― Uruguay | Cronologia completa delle presenze e delle reti in nazionale ― Uruguay | Cronologia completa delle presenze e delle reti in nazionale ― Uruguay | Cronologia completa delle presenze e delle reti in nazionale ― Uruguay |
| Data                                                                   | Città                                                                  | In casa                                                                | Risultato                                                              | Ospiti                                                                 | Competizione                                                           | Reti                                                                   | Note                                                                   |
| ---------------------------------------------------------------------- | ---------------------------------------------------------------------- | ---------------------------------------------------------------------- | ---------------------------------------------------------------------- | ---------------------------------------------------------------------- | ---------------------------------------------------------------------- | ---------------------------------------------------------------------- | ---------------------------------------------------------------------- |
| 11-8-2010                                                              | Lisbona                                                                | Angola                                                                 | 0 – 2                                                                  | Uruguay                                                                | Amichevole                                                             | 1                                                                      | 71’                                                                    |
| 25-3-2011                                                              | Tallinn                                                                | Estonia                                                                | 2 – 0                                                                  | Uruguay                                                                | Amichevole                                                             | -                                                                      |                                                                        |
| 29-3-2011                                                              | Dublino                                                                | Irlanda                                                                | 2 – 3                                                                  | Uruguay                                                                | Amichevole                                                             | 1                                                                      | 84’                                                                    |
| 8-6-2011                                                               | Montevideo                                                             | Uruguay                                                                | 1 – 1 (3 – 4 dtr)                                                      | Paesi Bassi                                                            | Amichevole                                                             | -                                                                      | 77’                                                                    |
| 23-6-2011                                                              | Rivera                                                                 | Uruguay                                                                | 3 – 0                                                                  | Estonia                                                                | Amichevole                                                             | -                                                                      | 72’                                                                    |
| 4-7-2011                                                               | San Juan                                                               | Uruguay                                                                | 1 – 1                                                                  | Perù                                                                   | Coppa America 2011 - 1º turno                                          | -                                                                      | 79’                                                                    |
| 19-7-2011                                                              | La Plata                                                               | Perù                                                                   | 0 – 2                                                                  | Uruguay                                                                | Coppa America 2011 - Semifinale                                        | -                                                                      | 72’                                                                    |
| 2-9-2011                                                               | Charkiv                                                                | Ucraina                                                                | 2 – 3                                                                  | Uruguay                                                                | Amichevole                                                             | 1                                                                      | 79’                                                                    |
| 5-6-2013                                                               | Montevideo                                                             | Uruguay                                                                | 1 – 0                                                                  | Francia                                                                | Amichevole                                                             | -                                                                      | 66’                                                                    |
| 23-6-2013                                                              | Recife                                                                 | Uruguay                                                                | 8 – 0                                                                  | Tahiti                                                                 | Conf. Cup 2013 - 1º turno                                              | 4                                                                      |                                                                        |
| 20-11-2013                                                             | Montevideo                                                             | Uruguay                                                                | 0 – 0                                                                  | Giordania                                                              | Qual. Mondiali 2014                                                    | -                                                                      | 81’                                                                    |
| 30-5-2014                                                              | Montevideo                                                             | Uruguay                                                                | 1 – 0                                                                  | Irlanda del Nord                                                       | Amichevole                                                             | -                                                                      | 65’                                                                    |
| 14-6-2014                                                              | Fortaleza                                                              | Uruguay                                                                | 1 – 3                                                                  | Costa Rica                                                             | Mondiali 2014 - 1º turno                                               | -                                                                      | 76’                                                                    |
| 28-6-2014                                                              | Rio de Janeiro                                                         | Colombia                                                               | 2 – 0                                                                  | Uruguay                                                                | Mondiali 2014 - Ottavi di finale                                       | -                                                                      | 67’                                                                    |
| 5-9-2014                                                               | Sapporo                                                                | Giappone                                                               | 0 – 2                                                                  | Uruguay                                                                | Amichevole                                                             | 1                                                                      | 65’                                                                    |
| 8-9-2014                                                               | Goyang                                                                 | Corea del Sud                                                          | 0 – 1                                                                  | Uruguay                                                                | Amichevole                                                             | -                                                                      | 78’                                                                    |
| 10-10-2014                                                             | Gedda                                                                  | Arabia Saudita                                                         | 1 – 1                                                                  | Uruguay                                                                | Amichevole                                                             | -                                                                      | 70’                                                                    |
| 18-11-2014                                                             | Santiago del Cile                                                      | Cile                                                                   | 1 – 2                                                                  | Uruguay                                                                | Amichevole                                                             | -                                                                      | 80’                                                                    |
| 6-6-2015                                                               | Montevideo                                                             | Uruguay                                                                | 5 – 1                                                                  | Guatemala                                                              | Amichevole                                                             | 1                                                                      | 46’                                                                    |
| 16-6-2015                                                              | La Serena                                                              | Argentina                                                              | 1 – 0                                                                  | Uruguay                                                                | Coppa America 2015 - 1º turno                                          | -                                                                      | 69’                                                                    |
| 20-6-2015                                                              | La Serena                                                              | Uruguay                                                                | 1 – 1                                                                  | Paraguay                                                               | Coppa America 2015 - 1º turno                                          | -                                                                      | 5’ 46’                                                                 |
| 24-6-2015                                                              | Santiago del Cile                                                      | Cile                                                                   | 1 – 0                                                                  | Uruguay                                                                | Coppa America 2015 - Quarti di finale                                  | -                                                                      | 58’                                                                    |
| 8-10-2015                                                              | La Paz                                                                 | Bolivia                                                                | 0 – 2                                                                  | Uruguay                                                                | Qual. Mondiali 2018                                                    | 1                                                                      | 62’                                                                    |
| 13-10-2015                                                             | Montevideo                                                             | Uruguay                                                                | 3 – 0                                                                  | Colombia                                                               | Qual. Mondiali 2018                                                    | 1                                                                      | 72’                                                                    |
| 12-11-2015                                                             | Quito                                                                  | Ecuador                                                                | 2 – 1                                                                  | Uruguay                                                                | Qual. Mondiali 2018                                                    | -                                                                      | 86’                                                                    |
| 6-6-2016                                                               | Phoenix                                                                | Messico                                                                | 3 – 1                                                                  | Uruguay                                                                | Coppa America Centenario - 1º turno                                    | 1                                                                      | 70’                                                                    |
| 14-6-2016                                                              | Santa Clara                                                            | Uruguay                                                                | 3 – 0                                                                  | Giamaica                                                               | Coppa America Centenario - 1º turno                                    | -                                                                      | 74’                                                                    |
| 7-9-2016                                                               | Montevideo                                                             | Uruguay                                                                | 4 – 0                                                                  | Paraguay                                                               | Qual. Mondiali 2018                                                    | -                                                                      | 76’                                                                    |
| 24-3-2017                                                              | Montevideo                                                             | Uruguay                                                                | 1 – 4                                                                  | Brasile                                                                | Qual. Mondiali 2018                                                    | -                                                                      | 77’                                                                    |
| Totale                                                                 |                                                                        | Presenze                                                               | 29                                                                     |                                                                        | Reti                                                                   | 11                                                                     |                                                                        |

| Cronologia completa delle presenze e delle reti in Nazionale in partite non ufficiali - Uruguay | Cronologia completa delle presenze e delle reti in Nazionale in partite non ufficiali - Uruguay | Cronologia completa delle presenze e delle reti in Nazionale in partite non ufficiali - Uruguay | Cronologia completa delle presenze e delle reti in Nazionale in partite non ufficiali - Uruguay | Cronologia completa delle presenze e delle reti in Nazionale in partite non ufficiali - Uruguay | Cronologia completa delle presenze e delle reti in Nazionale in partite non ufficiali - Uruguay | Cronologia completa delle presenze e delle reti in Nazionale in partite non ufficiali - Uruguay | Cronologia completa delle presenze e delle reti in Nazionale in partite non ufficiali - Uruguay |
| Data                                                                                            | Città                                                                                           | In casa                                                                                         | Risultato                                                                                       | Ospiti                                                                                          | Competizione                                                                                    | Reti                                                                                            | Note                                                                                            |
| ----------------------------------------------------------------------------------------------- | ----------------------------------------------------------------------------------------------- | ----------------------------------------------------------------------------------------------- | ----------------------------------------------------------------------------------------------- | ----------------------------------------------------------------------------------------------- | ----------------------------------------------------------------------------------------------- | ----------------------------------------------------------------------------------------------- | ----------------------------------------------------------------------------------------------- |
| 12-6-2011                                                                                       | Colonia del Sacramento                                                                          | Uruguay                                                                                         | 5 – 0                                                                                           | Colonia de Deportes                                                                             | Amichevole                                                                                      | 1                                                                                               |                                                                                                 |
| Totale                                                                                          |                                                                                                 | Presenze                                                                                        | 1                                                                                               |                                                                                                 | Reti                                                                                            | 1                                                                                               |                                                                                                 |

| Cronologia completa delle presenze e delle reti in Nazionale - Uruguay olimpica | Cronologia completa delle presenze e delle reti in Nazionale - Uruguay olimpica | Cronologia completa delle presenze e delle reti in Nazionale - Uruguay olimpica | Cronologia completa delle presenze e delle reti in Nazionale - Uruguay olimpica | Cronologia completa delle presenze e delle reti in Nazionale - Uruguay olimpica | Cronologia completa delle presenze e delle reti in Nazionale - Uruguay olimpica | Cronologia completa delle presenze e delle reti in Nazionale - Uruguay olimpica | Cronologia completa delle presenze e delle reti in Nazionale - Uruguay olimpica |
| Data                                                                            | Città                                                                           | In casa                                                                         | Risultato                                                                       | Ospiti                                                                          | Competizione                                                                    | Reti                                                                            | Note                                                                            |
| ------------------------------------------------------------------------------- | ------------------------------------------------------------------------------- | ------------------------------------------------------------------------------- | ------------------------------------------------------------------------------- | ------------------------------------------------------------------------------- | ------------------------------------------------------------------------------- | ------------------------------------------------------------------------------- | ------------------------------------------------------------------------------- |
| 12-7-2012                                                                       | Maldonado                                                                       | Uruguay olimpica                                                                | 6 – 4                                                                           | Cile olimpica                                                                   | Amichevole                                                                      | 1                                                                               |                                                                                 |
| 15-7-2012                                                                       | Montevideo                                                                      | Uruguay olimpica                                                                | 2 – 0                                                                           | Panama olimpica                                                                 | Amichevole                                                                      | -                                                                               |                                                                                 |
| 29-7-2012                                                                       | Londra                                                                          | Senegal olimpica                                                                | 2 – 0                                                                           | Uruguay olimpica                                                                | Olimpiadi 2012 - 1º turno                                                       | -                                                                               |                                                                                 |
| Totale                                                                          |                                                                                 | Presenze                                                                        | 3                                                                               |                                                                                 | Reti                                                                            | 1                                                                               |                                                                                 |

| Cronologia completa delle presenze e delle reti in Nazionale in partite non ufficiali - Uruguay olimpica | Cronologia completa delle presenze e delle reti in Nazionale in partite non ufficiali - Uruguay olimpica | Cronologia completa delle presenze e delle reti in Nazionale in partite non ufficiali - Uruguay olimpica | Cronologia completa delle presenze e delle reti in Nazionale in partite non ufficiali - Uruguay olimpica | Cronologia completa delle presenze e delle reti in Nazionale in partite non ufficiali - Uruguay olimpica | Cronologia completa delle presenze e delle reti in Nazionale in partite non ufficiali - Uruguay olimpica | Cronologia completa delle presenze e delle reti in Nazionale in partite non ufficiali - Uruguay olimpica | Cronologia completa delle presenze e delle reti in Nazionale in partite non ufficiali - Uruguay olimpica |
| Data | Città | In casa                                                                                                  | Risultato                                                                                                | Ospiti                                                                                                   | Competizione                                                                                             | Reti | Note |
| --- | --- | --- | --- | --- | --- | --- | --- |
| 8-7-2012                                                                                                 | ? | Uruguay olimpica                                                                                         | 4 – 0 | Central Español                                                                                          | Amichevole                                                                                               | 2 | |
| Totale                                                                                                   | | Presenze                                                                                                 | 1 | | Reti | 2 | |

## Palmarès

### Club

#### Competizioni giovanili
- Campionato Primavera: 1

Palermo: 2008-2009

#### Competizioni nazionali
- Campionato italiano di Serie B: 1

Palermo: 2013-2014
- Supercoppa di Russia: 1

CSKA Mosca: 2018

### Nazionale
- Coppa America: 1

Argentina 2011

### Individuale
- Capocannoniere del Sudamericano Under-20: 1

Venezuela 2009 (5 gol)